# Сабажо
Сабажо (груз. საბაჟო) — село в Грузии, на территории Хобского муниципалитета края (мхаре) Самегрело-Верхняя Сванетия.

## География
Село находится в западной части Грузии, на правом берегу реки Риони, на расстоянии приблизительно 11 километров (по прямой) к юго-западу от города Хоби, административного центра муниципалитета. Абсолютная высота — 3 метра над уровнем моря.

## Население
По результатам официальной переписи населения 2014 года, в Сабажо проживало 1448 человек (717 мужчин и 731 женщина). В национальной структуре населения грузины составляли 99 %.
| Год  | Население, человек |
| ---- | ------------------ |
| 2002 | 1759               |
| 2014 | ↘ 1448             |